# Центр военно-патриотического воспитания «Музей-диорама»
Центр военно-патриотического воспитания «Музей-диорама» был открыт в Воронеже в 2000 году и посвящён истории России, СССР и Воронежского края. Находится на территории парка Патриотов.

## История
Идея создания исторического музея дореволюционной, советской и постсоветской истории возникла в советское время во второй половине 1980-х годов, но в связи с распадом СССР реализация проекта затормозилась до конца 1990-х годов. Тем не менее, благодаря настойчивости ветеранов войны, в том числе Александра Эдуардовича Шимкевича, строительство было возобновлено. В 1997 году решением Управления культуры города для воплощения проекта в жизнь была основана музейная экспозиция, размещённая в помещениях на улице Степана Разина. А в 2000 году её переместили во вновь построенное здание в парке Патриотов на Ленинском проспекте, где у братской могилы № 6 горит Вечный огонь. Так усилиями городских властей, ветеранов и неравнодушных людей сформировался музей-диорама — городской центр военно-патриотического воспитания. Визитной карточкой музея стали витражные стёкла ручной работы.
В музее регулярно проводятся всевозможные тематические мероприятия: уроки по истории, известным и неизвестным ранее фактам исторических событий, как дореволюционной поры, так и советского, постсоветского времени; творческие вечера, разбор исторической информации из недавно выпущенных книг по ранее неизвестным страницам истории Воронежа, Воронежского края и России.
Важное место в музейных экспозициях отведено истории ожесточенных боёв с немецко-фашистскими захватчиками в годы Великой Отечественной войны. Рядом со зданием музея к 9 мая Дню Победы в 2010 году установлена стела в связи с присвоением Воронежу почётного звания Российской Федерации «Город воинской славы». Проводятся встречи с ветеранами для заинтересованных в истории Отечества школьников и студентов.
В 2023 году в музее проводился капитальный ремонт, вновь открыт музей 23 января 2024 года. После модернизации в музее появилась диорама, демонстрирующая фильм из трёх блоков (довоенный, военный и послевоенный периоды) с историческими справками о жизни Воронежа.

## Экспозиции
На музейной площади, что рядом со зданием музея — боевая техника, артиллерийские орудия времен ВОВ. Тут же недалеко «Аллея героев» — 15 бюстов земляков-воронежцев полных кавалеров ордена Славы — Героев СССР открытая в 2007 году.

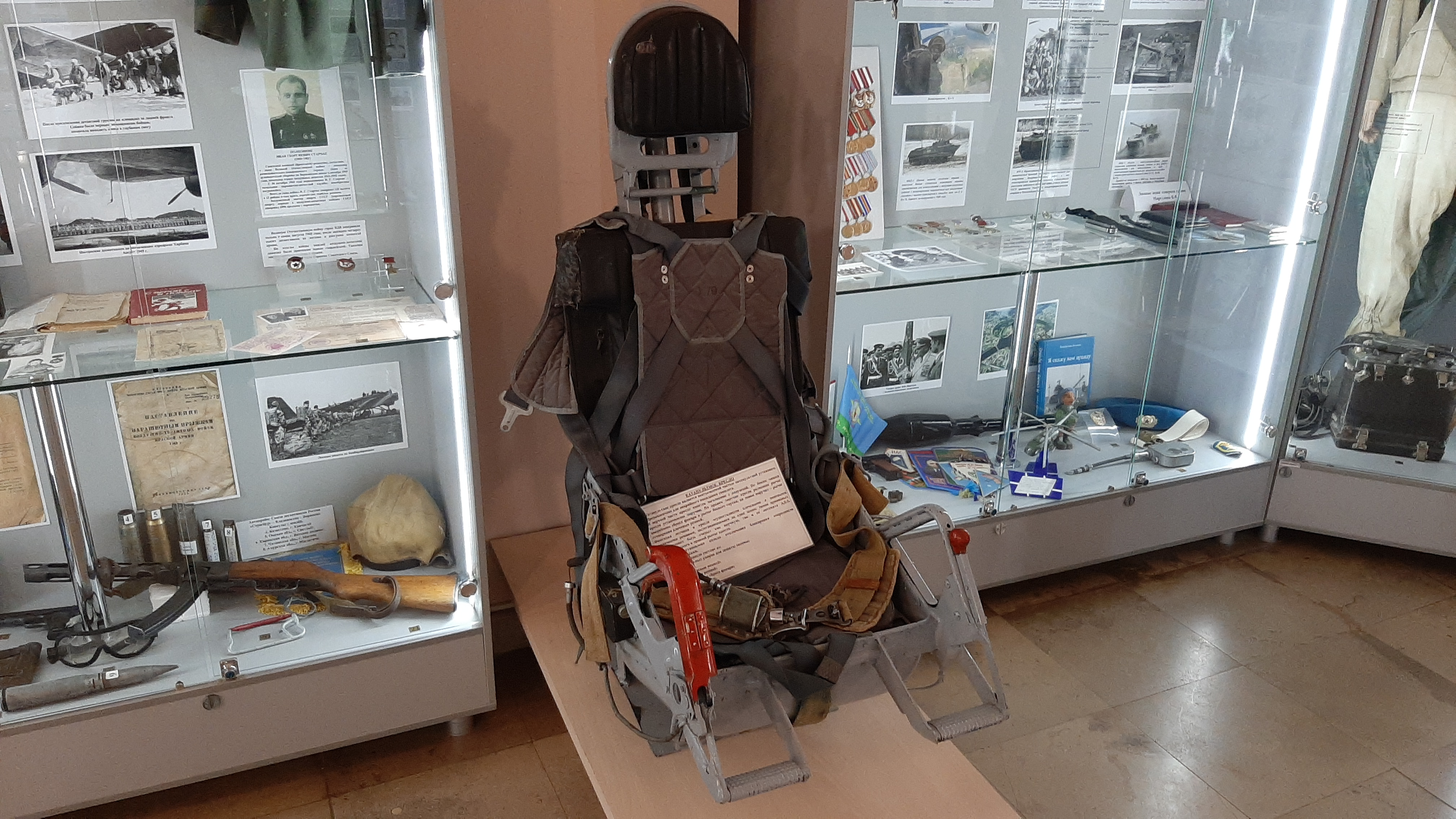
Катапультное кресло

В состав музея входит ряд постоянных экспозиций (первоначально их было двенадцать): от Петровских времен дореволюционной России, до событий советского времени в СССР — трудового и военного подвига советского народа в годы существования СССР и в годы Великой Отечественной войны с Германией в 1941-45 годах. Экспозиции включают проекционные экраны, сенсорные столы и панели, а также интерактивные манекены.
Редкие наиболее ценные (уникальные) коллекции:
- Коллекция «Солдатские судьбы» — более 2000 ед. хр. и другие.

В 2017 году в музее с участием научно-просветительского центра «Холокост» был реализован важный проект «Холокост» — как трагедия Великой Отечественной войны.
Проводятся выездные и перекрестные выставки:
- «Нам не забыть Ваш подвиг». В экспозиции представлены фотографии военного Воронежа, вооружения периода Великой Отечественной войны, предметы быта.
- «Великие полководцы России. Полководцы Великой Отечественной войны». Автор — Гуревич М. В. На выставке представлена серия портретов полководцев России, полководцев Великой Отечественной войны.
- "Фотографии земляков-воронежцев, защищавших Россию в период Первой мировой войны.
- «Воронежские художники о войне». Картины советских художников с Воронежа, посвящённые Великой Отечественной войне.
- Экспозиция «Воронеж — родина русского флота». О создании флота России Петром I.
- Экспонаты со старинного фрегата.
- Выставка боевой техники — Великой Отечественной войны;
- Экспозиция «Воронеж — Родина ВДВ»;

- Экспозиция АПЛ «Курск».

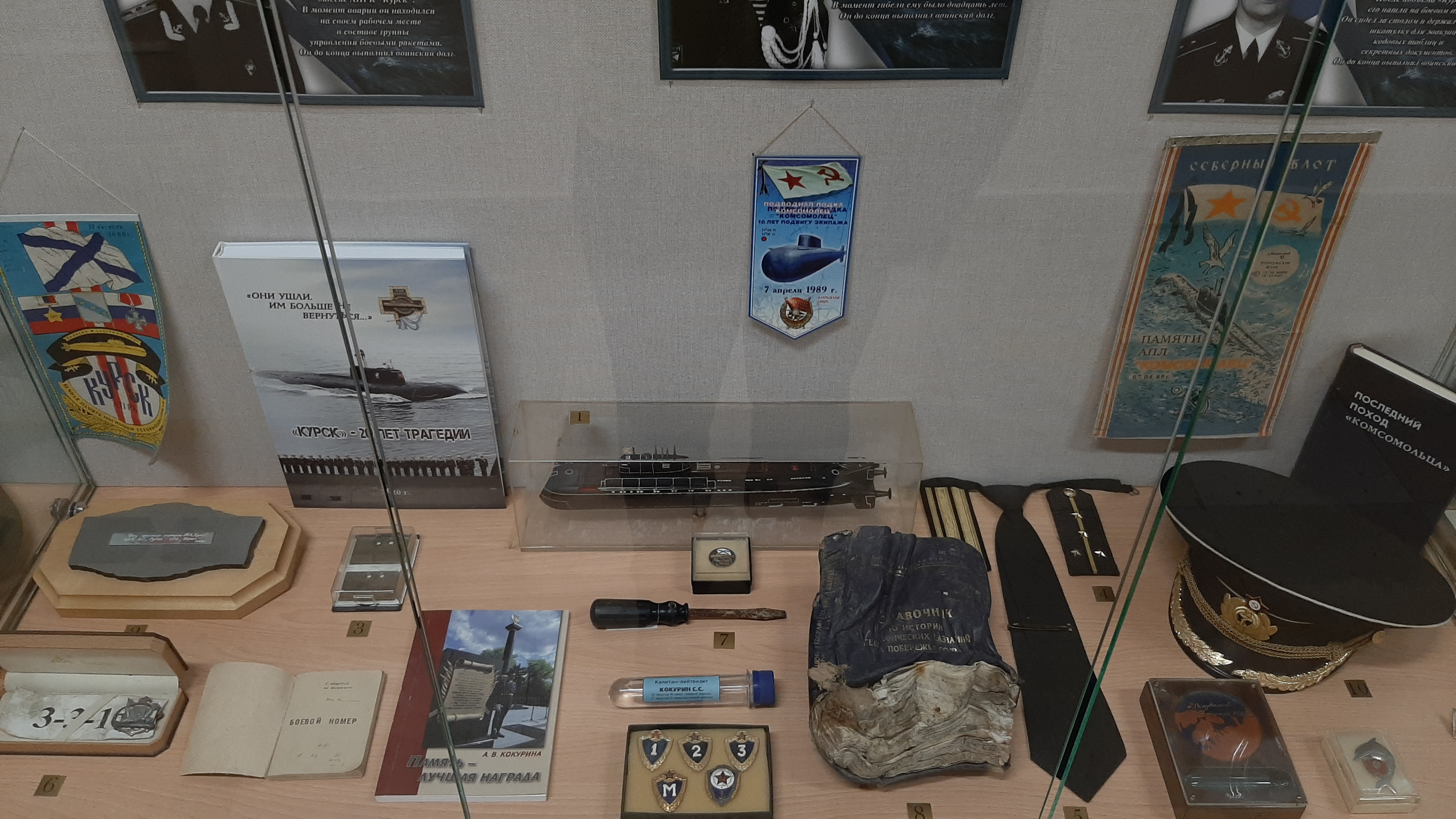
Экспозиция воронежского музея-диорамы, посвящённая АПЛ «Курск»

Важное место в экспозиции музея отведено государственным наградам города, в том числе Меча Победы, вручённого Воронежу, как и другим городам воинской славы, 9 июня 2022 года в зале Славы Музея Победы в парке Победы на Поклонной горе в Москве. Изготовленный в Златоусте меч покрыт золотом высшей 999,9 пробы и инкрустирован уральскими самоцветами — гранатами, символизирующими пролитую кровь, и голубыми топазами, которые считаются символом мира. Длина мечей составляет 1,2 метра, вес — более пяти килограммов. На клинке, украшенном растительным орнаментом, высечены знаменитые слова князя Александра Невского: «Кто с мечом к нам придет, тот от меча и погибнет». Ранее, в апреле 2015 года, аналогичные Мечи Победы были переданы на вечное хранение городам-героям.
В музее, строго организованном по темам первым составом коллектива, советами ветеранов, также имеется выставочный зал, где проводятся всевозможные выставки, в том числе персональные выставки лучших живописцев Воронежа, Воронежского края и России.